# ونتسن
ونتسن (به آلمانی: Weenzen) یک منطقهٔ مسکونی در آلمان است که در Duingen واقع شده‌است. ونتسن ۳۶۲ نفر جمعیت دارد.